# Wolfiporia curvispora
Wolfiporia curvispora är en svampart som beskrevs av Y.C. Dai 1998. Wolfiporia curvispora ingår i släktet Wolfiporia och familjen Polyporaceae.   Inga underarter finns listade i Catalogue of Life.